# María Enriqueta Camarillo
María Enriqueta Camarillo y Roa de Pereyra, nota anche con lo pseudonimo di Iván Moszkowski (Coatepec, 19 gennaio 1872 – Città del Messico, 1968), è stata una poetessa, romanziera e traduttrice messicana.
Contemporanea di importanti poeti della fine del secolo, come José Martí, Julián del Casal, Amado Nervo, Manuel Gutiérrez Nájera, José Asunción Silva e Rubén Darío, scrisse anche romanzi e racconti e, nel XX secolo, divenne traduttrice di fama internazionale. Ricevette l'Ordine di Isabella la Cattolica nel 1947 e l'Ordine civile di Alfonso X il Saggio nel 1948.

## Biografia
Nacque il 19 gennaio 1872 (anno della morte di Benito Juárez) in via Jiménez del Campillo nella città di Coatepec, Veracruz, dove si trova affissa una targa in sua memoria. 
Figlia di Alejo Camarillo e Dolores Río Bárcena, che a sua volta era nipote dello scrittore José María Roa Bárcena. María Enriqueta trascorse i primi anni della sua infanzia nella sua città natale, in cui, come racconta nelle sue memorie, amava passeggiare per le fattorie, coltivare fiori, mungere le mucche e farsi il bagno nei ruscelli. A sei anni iniziò a scrivere e a disegnare; a sette si trasferì con la famiglia a Città del Messico. Nella capitale studiò al Conservatorio Nazionale nel 1887 e divenne maestra di pianoforte nel 1895. A partire da allora la sua vita trascorse tra concerti, spettacoli, audizioni e lezioni. Compose anche alcuni brani, anche se il suo maggiore interesse fu sempre la letteratura.
A 22 anni, nel 1894, iniziò a collaborare con importanti giornali e riviste del Porfiriato: "El Universal", la rivista modernista "Revista Azul" e "El Mundo Ilustrado". Pubblicò le sue prime opere poetiche con lo pseudonimo Iván Moszkowski, ma già nell'arco di un anno avrebbe acquisito la fama di letterata presso i suoi contemporanei, affermandosi a pieno titolo nel movimento modernista come una delle poche autrici donne. Collaborò inoltre con "La Revista Moderna" (in seguito "Revista Moderna de México") tra il 1903 e il 1911.
Oltre alla poesia si dedicò alla narrativa, redigendo ed editando i libri per imparare a leggere Rosas de la infancia e Nuevas rosas de la infancia, che divennero testi obbligatori in tutte le scuole primarie messicane.
Collaborò poi con la rivista femminista "La Mujer Mexicana" (1904-1906) che, anche se piuttosto conservatrice, era scritta dalle donne per le donne e vantava collaboratrici quali le scrittrici Laura Méndez de Cuenca e Dolores Jiménez y Muro, le dottoresse in medicina Columba Rivera e Antonia Ursúa e l'avvocatessa Victoria Sandoval de Zarco. Di quest'ultima rivista Maria Enriqueta Camarillo non fu solo una collaboratrice, bensì una delle redattrici.
Nel 1897 la famiglia lasciò la capitale per trasferirsi a Nuevo Laredo, dove il padre andò a ricoprire un incarico amministrativo.
Il 7 maggio 1898 sposò lo storico e diplomatico messicano Carlos Pereyra, al servizio del Presidente Porfirio Díaz, e dal 1910 viaggiarono all'estero, a Cuba, in Belgio, in Svizzera e a Madrid, dove infine si stabilirono, in esilio, in seguito alla destituzione di Díaz.
La scrittrice visse in Spagna per 32 anni, fino alla morte del marito, nel 1942. Tornata nel suo paese d'origine, María Enriqueta ricevette in regalo una casa, conosciuta oggi come la "Casa Museo de María Enriqueta Camarillo".
Nel 1951 fu candidata al premio Nobel per la letteratura.
Morì il 13 febbraio 1968 a Città del Messico e fu sepolta nel Pantheon Municipale di Coatepec.

## Riconoscimenti
Nel 1923 l'Accademia francese scelse "El Secreto" come miglior romanzo straniero. Fu premiata inoltre per il libro di testo "Rosas de la infancia", miglior libro per bambini secondo la Real Academia Hispano Americana de Ciencias, Artes y Letras di Cadice e l'Esposizione Universale di Siviglia. Nel 1947 María Enriqueta Camarillo ricevette l'Ordine di Isabella la Cattolica e nel 1948 l'Ordine civile di Alfonso X il Saggio.
Nel parco Hidalgo di Coatepec si trova un busto di María Enriqueta Camarillo
, opera dello scultore spagnolo Mariano Benlliure, che riporta l'iscrizione "A María Enriqueta Camarillo y Roa de Pereyra. Hija Predilecta
de Coatepec. Insigne poetisa. Y novelista genial" (A María Enriqueta Camarillo y Roa de Pereyra. Figlia Prediletta di Coatepec. Insigne poetessa e brillante romanziera).

## Opere
"El Maestro Floriani”, pubblicato su "Revista Azul", fu scritto in memoria del padre dopo la sua morte, avvenuta nel 1903. Il primo romanzo, "Mirliton", fu pubblicato nel 1918 a Madrid. Quello stesso anno Camarillo pubblicò "Jirón de Mundo", seguito da "Sorpresas de la vida" nel 1921. "El Secreto" (1922) fu uno dei suoi lavori di maggiore successo, scelto nel 1923 dall’Accademia francese come miglior romanzo ispanico al femminile. "Entre el polvo de un castillo" (1924), "Cuentecillos de cristal" (1928) e "El arca de colores" (1929) sono libri per bambini, mentre "Brujas, Lisboa, Madrid" è un diario sui viaggi dell'autrice nelle città di Bruges, Lisbona, e Madrid. "Del tapiz de mi vida" è invece una raccolta di riflessioni autobiografiche sull’infanzia, sulla morte della madre e sui viaggi in Belgio, Svizzera e Spagna.
Oltre alle sue stesse opere, Camarillo tradusse opere teatrali e letterarie francesi del XVII secolo, testimonianze della Rivoluzione francese e alcune opere di Charles Augustin Sainte-Beuve, Henri-Frédéric Amiel e Rodolphe Töpffer.

### Poesia
- "Hastío" El Universal (1894)
- "Ruinas" El Universal (1894)
- "Mis dos amores" El Universal (1894)
- "Las consecuencias de un sueño" (1902)
- "Rumores de mi huerto" Mexico (1908)
- "Parnaso de Mexico: antología general" Porrua (1920)
- "Rincones románticos" (1922)
- "Album sentimental" (1926)
- "Poesías del Campo" (1935)
- "Recordando dulcemente" (1946)
- "Hojas Dispersas" (1950)

### Racconti
- "El Maestro Floriani"
- "La puerta verde"
- "La mano de mi padre"
- "Una culebra"
- "Esquilo y Béquer"
- "Urgente"

### Romanzi
- Rosas de la infancia: lectura para los niños (1914)
- Mirliton, le compagnon de Jean (1917)
- Mirlitón (1918)
- Jirón del Mundo (1918)
- Sorpresas de la vida (1921)
- El secreto (1922)
- Entre el polvo de un castillo (1924)
- El misterio de su muerte (1926)
- Le secret: roman (1926)
- Enigma y símbolo (1926)
- Contosinhos de cristal (1927)
- Lo irremediable: novelas (1927)
- Cuentecillos de cristal (1928)
- Mirliton: le compagnon (1929)
- El arca de colores (1929)
- Tres figuras amadas (1930)
- Brujas, Lisboa, Madrid (1930)
- Del tapiz de mi vida (1931)
- Fantasia y Realidad (1933)
- Nuevas rosas de la infancia (1954)

### Traduzioni
- El teatro clásico francés - Charles Augustin Sainte-Beuve
- La mujer y el amor en la literatura francesa siglo XVII - Charles Augustin Sainte-Beuve
- Los grandes testigos de la revolución francesa - Charles Augustin Sainte-Beuve
- Diario intimo - Henri-Frédéric Amiel
- Biblioteca de mitio - Rodolphe Töpffer
- Cantores de la naturaleza - Charles Augustin Sainte-Beuve